# Ibragim Tsallagov
Ibragim Yuryevich Tsallagov (tiếng Nga: Ибрагим Юрьевич Цаллагов; sinh ngày 12 tháng 12 năm 1990) là một cầu thủ bóng đá người Nga. Anh thi đấu cho PFC Sochi. Ban đầu anh chơi ở vị trí hậu vệ phải và thỉnh thoảng ở vị trí tiền vệ phòng ngự.

## Sự nghiệp câu lạc bộ
Anh ra mắt tại Giải bóng đá ngoại hạng Nga vào ngày 13 tháng 3 năm 2010 cho F.K. Krylia Sovetov Samara trong trận đấu với F.K. Zenit St. Petersburg.
Ngày 30 tháng 12 năm 2016, anh ký bản hợp đồng 3,5 năm cùng với F.K. Zenit Sankt Peterburg.
Vào ngày 2 tháng 8 năm 2017, anh gia nhập F.K. Dynamo Moskva theo dạng cho mượn cho mùa giải 2017–18.
Ngày 2 tháng 7 năm 2019, anh đã rời Zenit chuyển sang thi đấu cho PFC Sochi.

## Thống kê sự nghiệp
Tính đến 13 tháng 5 năm 2018
| Câu lạc bộ                 | Mùa giải            | Giải vô địch        | Giải vô địch | Giải vô địch | Cúp     | Cúp       | Châu lục | Châu lục  | Khác    | Khác      | Tổng cộng | Tổng cộng |
| Câu lạc bộ                 | Mùa giải            | Hạng đấu            | Số trận      | Bàn thắng    | Số trận | Bàn thắng | Số trận  | Bàn thắng | Số trận | Bàn thắng | Số trận   | Bàn thắng |
| -------------------------- | ------------------- | ------------------- | ------------ | ------------ | ------- | --------- | -------- | --------- | ------- | --------- | --------- | --------- |
| F.K. Krylia Sovetov Samara | 2009                | Premier League      | 0            | 0            | 0       | 0         | 0        | 0         | –       | –         | 0         | 0         |
| F.K. Krylia Sovetov Samara | 2010                | Premier League      | 23           | 1            | 1       | 0         | –        | –         | –       | –         | 24        | 1         |
| F.K. Krylia Sovetov Samara | 2011–12             | Premier League      | 34           | 0            | 1       | 0         | –        | –         | –       | –         | 35        | 0         |
| F.K. Krylia Sovetov Samara | 2012–13             | Premier League      | 16           | 0            | 1       | 0         | –        | –         | 1       | 0         | 18        | 0         |
| F.K. Krylia Sovetov Samara | 2013–14             | Premier League      | 28           | 4            | 1       | 0         | –        | –         | 1       | 0         | 30        | 4         |
| F.K. Krylia Sovetov Samara | 2014–15             | National League     | 34           | 1            | 3       | 1         | –        | –         | –       | –         | 37        | 2         |
| F.K. Krylia Sovetov Samara | 2015–16             | Premier League      | 30           | 1            | 2       | 1         | –        | –         | –       | –         | 32        | 2         |
| F.K. Krylia Sovetov Samara | 2016–17             | Premier League      | 17           | 0            | 2       | 0         | –        | –         | –       | –         | 19        | 0         |
| F.K. Krylia Sovetov Samara | Tổng cộng           | Tổng cộng           | 202          | 7            | 11      | 2         | 0        | 0         | 2       | 0         | 215       | 9         |
| F.K. Zenit Sankt Peterburg | 2016–17             | Premier League      | 8            | 0            | 0       | 0         | 0        | 0         | –       | –         | 8         | 0         |
| F.K. Zenit Sankt Peterburg | 2017–18             | Premier League      | 0            | 0            | 0       | 0         | 0        | 0         | –       | –         | 0         | 0         |
| F.K. Zenit Sankt Peterburg | Tổng cộng           | Tổng cộng           | 8            | 0            | 0       | 0         | 0        | 0         | 0       | 0         | 8         | 0         |
| F.K. Dynamo Moskva         | 2017–18             | Premier League      | 12           | 0            | 1       | 0         | –        | –         | –       | –         | 13        | 0         |
| Tổng cộng sự nghiệp        | Tổng cộng sự nghiệp | Tổng cộng sự nghiệp | 202          | 7            | 12      | 2         | 0        | 0         | 2       | 0         | 216       | 9         |